# Jardim Botânico (District fédéral)
Pour les articles homonymes, voir Jardim Botânico.
Jardim Botânico (« Jardin botanique ») est une région administrative du District fédéral au Brésil.